# Things
Things (с англ. — «вещи») — программа, менеджер задач или органайзер, который использует концепцию Getting Things Done. Это приложение разработано для macOS, iOS и watchOS немецкой (г. Штутгарт) командой разработчиков Cultured Code. Релиз версии 1.0 состоялся 6 января 2009 года. Things является победителем конкурса Apple Design Awards в номинации «Лучшие программы для Mac OS X Leopard» за 2009 год.
В апреле 2010 года была разработана версия для iPad’а.

## Основные функции
В соответствии с концепцией GTD, главная функция программы — фиксировать все желаемые цели, дела и задачи, а потом сортировать их по различным папкам. Окно приложения содержит боковую панель, на которой и расположены папки:
«Собрать»
- Входящие — эта папка предназначена для хранения задач, которые пока не отсортированы.

«Фокус»
- Сегодня — эта папка содержит важнейшие дела, которые необходимо сделать до завершения дня.
- Следующие — эта папка содержит различные дела и проекты, которые предстоит выполнить в ближайшем будущем.
- Запланировано — эта папка содержит дела, момент выполнения которых жёстко предопределён.
- Когда-нибудь — эта папка содержит дела, которые стоит выполнить, но они не требуют немедленного выполнения.

«Проекты» — содержит проекты — группы задач, объединённых специфичной темой.
- Активные проекты — этот раздел содержит проекты, которые в свою очередь содержат задачи, объединённые общей целью.
- Области ответственности — эта функция предназначена для того, чтобы разделять проекты и отдельные задачи по различным областям жизни. Например: «Дом», «Работа», «Спорт»

«Люди» — выполнение любой задачи можно делегировать какому-то другому человеку (люди выбираются из Адресной книги).
«Журнал» — в этот раздел попадают выполненные и просроченные дела.
«Корзина»

## Дополнительные функции
- Система тегов — метки, которые служат для оптимизации поиска
- Синхронизация с iCal и iPhone, iPad или iPod touch.
- Отображение количества активных задач на пиктограмме приложения в доке.
- «Быстрый ввод» и «горячие клавиши».